# Saint-Griède
Saint-Griède település Franciaországban, Gers megyében. Lakosainak száma 141 fő (2022. január 1.). Saint-Griède Arblade-le-Haut, Caumont, Lanne-Soubiran, Lelin-Lapujolle és Saint-Martin-d’Armagnac községekkel határos.

## Népesség
A település népessége az elmúlt években az alábbi módon változott:
| Lakosok száma | 133  | 119  | 118  | 134  | 141  | 142  | 140  | 138  | 140  | 141  |
|               | 1968 | 1982 | 1990 | 2006 | 2013 | 2015 | 2017 | 2019 | 2020 | 2022 |